# Duane Chapman
Duane Lee „Dog” Chapman Sr. (ur. 2 lutego 1953 w Denver) – amerykański łowca nagród i osobowość telewizyjna. Jego działalność została ukazana w programach telewizyjnych typu reality show: Dog the Bounty Hounter (skasowany w 2011 po ośmiu sezonach) i Dog and Beth: On the Hunt (2012–2015).

## Życiorys
Najstarszy z czworga rodzeństwa dorastał w Denver. W młodości był członkiem motocyklowego gangu i wielokrotnie trafiał do więzienia. W 1976 skazany na pięć lat więzienia za współudział w morderstwie pierwszego stopnia. W więzieniu w Huntsville w Teksasie spędził 18 miesięcy, pracując jako fryzjer i robotnik w polu. Podczas odsiadywania wyroku namówiony przez strażnika więziennego postanowił podjąć pracę jako łowca nagród. Zwolniony z więzienia w styczniu 1979, został łowcą nagród, przyjmując pseudonim „Dog”. Potrafił chwytać nawet pięciu przestępców dziennie, od początku swojej kariery złapał ich ponad 7 tysięcy.

## Sprawa Andrew Lustera
Do historii przeszła również akcja Chapmana, w której „Dog” miał dostarczyć do wymiaru sprawiedliwości Andrew Lustera (prawnuka Maxa Factora), oskarżonego o potrójny gwałt. W kwietniu 2003 Chapman oznajmił w wywiadzie dla „Los Angeles Times”, że zdoła ująć Lustera i postawić go przed wymiar sprawiedliwości. 18 czerwca 2003 Chapman wytropił Lustera w meksykańskim mieście Puerto Vallarta i jeszcze tego samego dnia o godz. 5 rano Chapman ujął Lustera, lecz dostarczenie go z Meksyku do USA udaremniła meksykańska policja, która zatrzymała Duane'a Chapmana, uznając, że zatrzymanie Lustera przez Chapmana było bezprawne.

## Program telewizyjny
W 2003 sylwetka Chapmana została zaprezentowana w programie Take This Job, traktującym o nietypowych zawodach. W następnym roku telewizja A&E zaproponowała Chapmanowi produkcję serii telewizyjnej, prezentującej jego pracę. Dog: The Bounty Hunter zadebiutował na antenie 31 sierpnia 2004. Wyprodukowano 246 odcinków w ośmiu sezonach. Program był emitowany do 2011. Nowy program z udziałem Chapmana Dog and Beth: On the Hunt emitowany był w telewizji CMT od 21 kwietnia 2013 do 22 sierpnia 2015. Wyprodukowano 47 odcinków w trzech sezonach.

## Życie prywatne
Był pięciokrotnie żonaty. Od 1 kwietnia 1972 do 27 października 1977 jego żoną była kosmetyczka LaFondą Sue Honeycutt, z którą ma dwóch synów: Duane’a Lee Chapmana, II (ur. 21 stycznia 1973) i Lelanda (ur. 14 grudnia 1976). Od 22 sierpnia 1979 do 1982 był żonaty z Anne M. Tegnell, z którą miał trójkę dzieci: Zebadiah'a (ur. 1 stycznia 1980, zm. 31 stycznia 1980), Wesleya (ur. 14 listopada 1980) i Jamesa Roberta (ur. 2 marca 1982). Od 22 czerwca 1982 do 20 listopada 1991 był w małżeństwie z Lyssą Rae Worthington, z którą miał troje dzieci: Barbarę Katie (ur. 8 czerwca 1982, zm. 19 maja 2006), Tuckera Dee (8 września 1983) i Lyssę Rae (10 czerwca 1987). 16 grudnia 1991 poślubił Tawny Marie Gillespie, lecz 5 lutego 2003 doszło do rozwodu. 20 maja 2006 ożenił się z Beth, która zmarła 26 czerwca 2019 w wieku 51 lat na raka gardła. Mieli dwoje dzieci: Bonnie Joanne (ur. 16 grudnia 1998) i Garry'ego (ur. 7 lutego 2001).
Synowie Duane i Leland oraz córka Lyssa współpracowali z Chapmanem w pracy łowcy nagród.